# ブーンディー

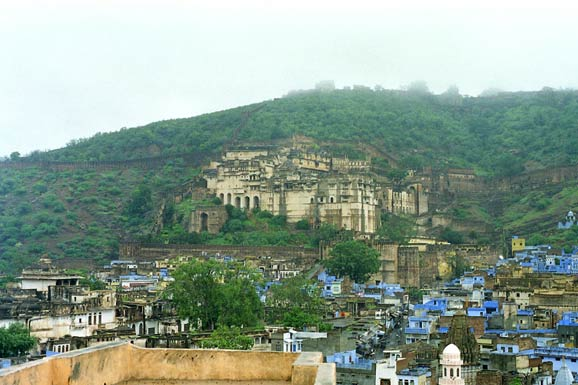
ブーンディーの城と町

ブーンディー（ヒンディー語：बूँदी, 英語：Bundi）は、インドのラージャスターン州、ブーンディー県の都市。かつてブーンディー王国及びブーンディー藩王国の首都であった。

## 歴史

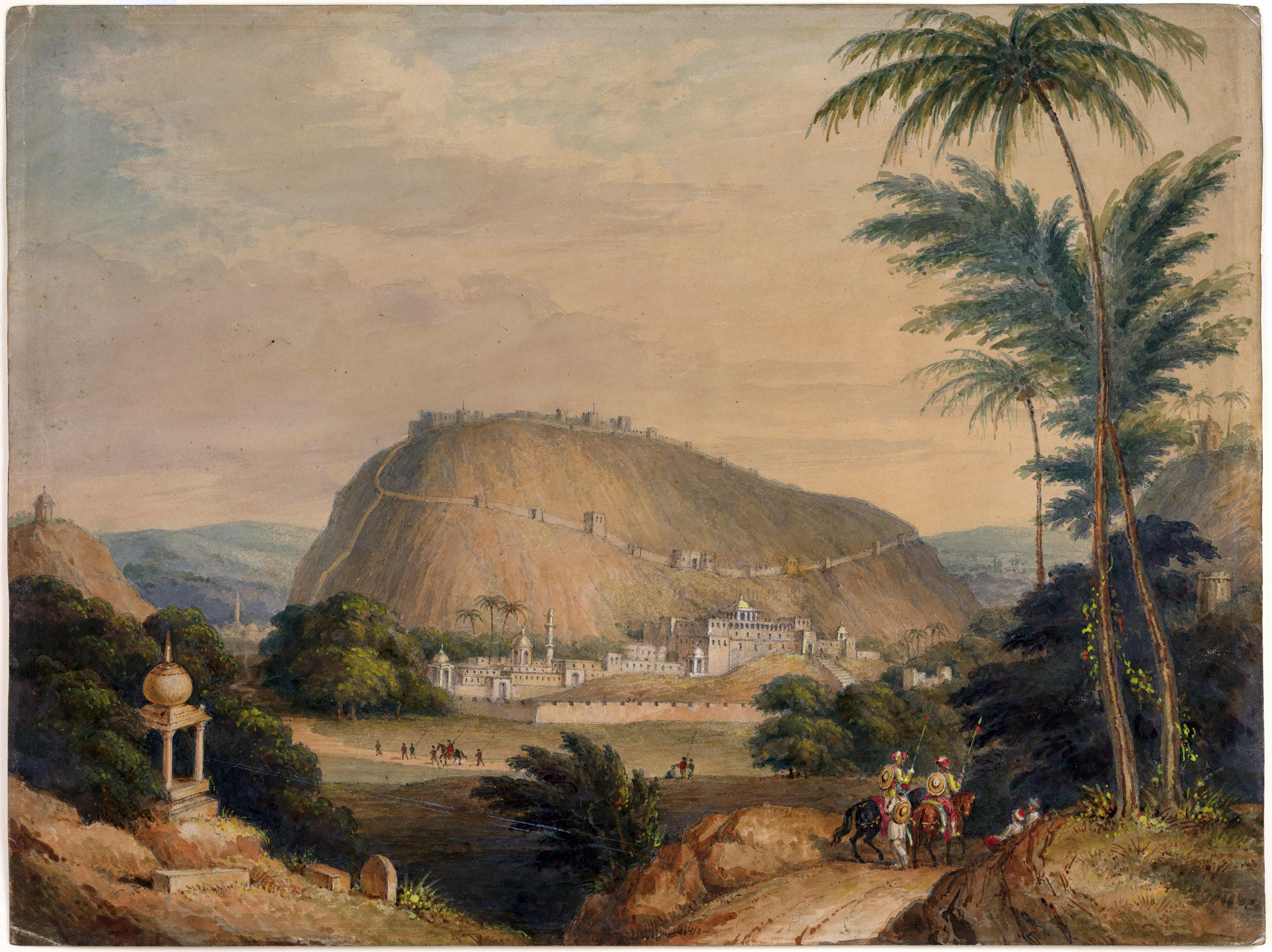
ブーンディー（1840年頃）

1342年、ラージプートのラーオ・デーヴァがブーンディーの丘陵地帯に都市を建設し、それ以来この地がブーンディー王国の首都となった。
1577年、スルジャン・シングのとき、ブーンディー王国はムガル帝国の権威に従うこととなった。
1818年、第三次マラーター戦争終了後、ブーンディー王国はイギリス保護下の藩王国となった。

## 人口
2011年の統計では104,457 人。

## 地理
- アジュメールから南東140キロ